# Căstău, Hunedoara
Căstău (în germană Kastendorf, în maghiară Kaszto) este un sat în comuna Beriu din județul Hunedoara, Transilvania, România.

## Lăcașuri de cult

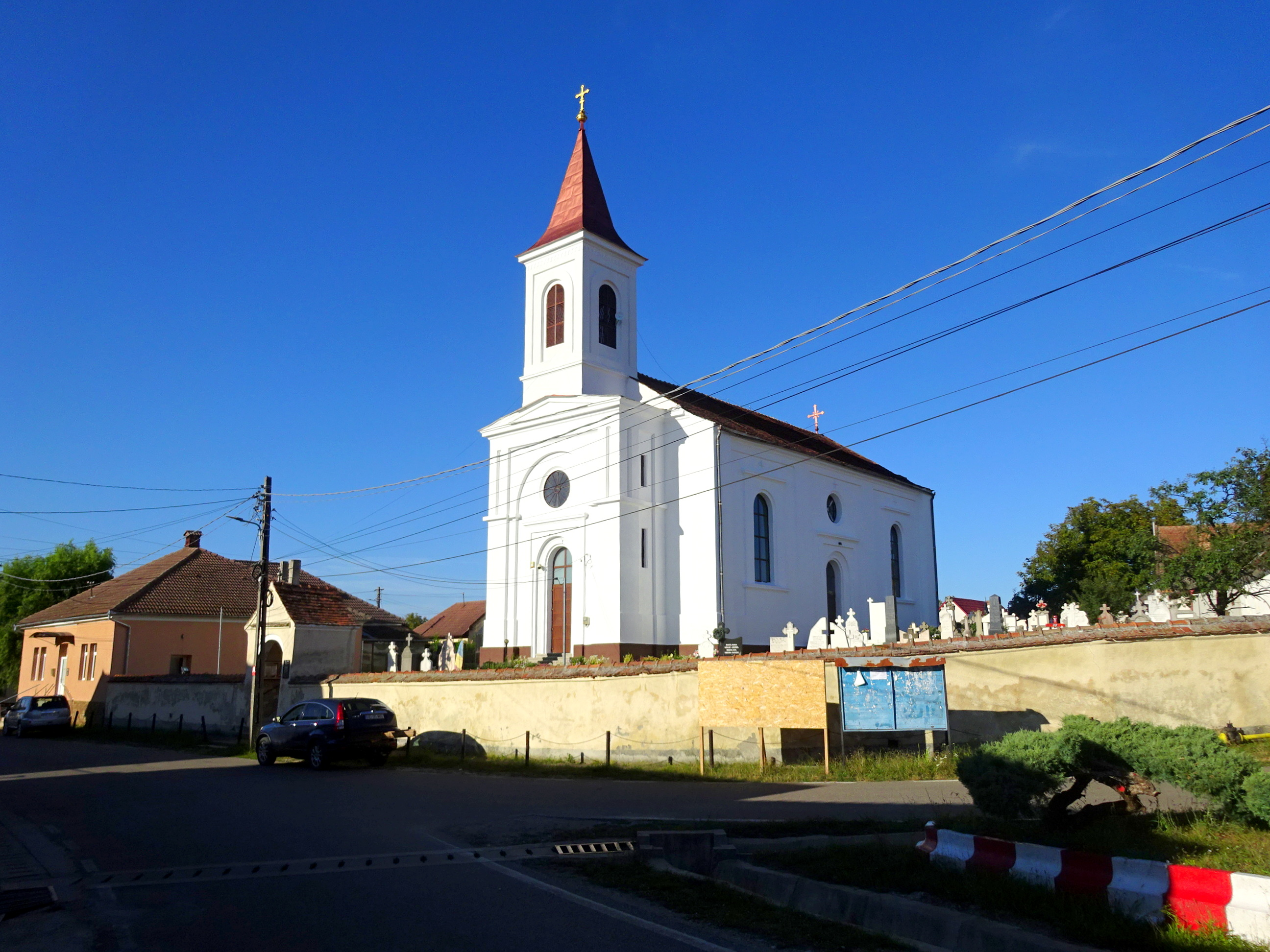
Biserica Sfinții Arhangheli din Căstău

Biserica localității, purtând hramul „Sfinții Arhangheli Mihail și Gavriil”, este o construcție de mari dimensiuni, alcătuită dintr-un altar semicircular decroșat, o navă spațioasă, compartimentată în naos și pronaos, și un turn-clopotniță patrulater, ridicat deasupra intrării apusene; cea de-a doua ușă se găsește pe latura sudică a edificiului. Cu excepția turlei, învelită în tablă, lăcașul este acoperit cu țiglă. Biserica a fost supusă, în timp, mai multor renovări; cunoscute sunt cele din anii 1921-1925, 1965, 1990 și 2005. Construit între anii 1868 și 1874, în timpul păstoririi preoților Aron Dănilă și Ioan Dănilă, edificiul actual este succesorul unei bisericuțe de zid, atestată, cu excepția hărții iosefine a Transilvaniei (1769-1773), în tabelele comisiilor de conscriere din 1733, 1750, 1761-1762, 1805 și 1829-1831.
Parohia greco-catolică fusese grupată, până în 1948, în jurul bisericii „Adormirea Maicii Domnului”, un edificiu din piatră ridicat în anul 1836, din care mai este vizibilă astăzi doar fundația.

## Imagini

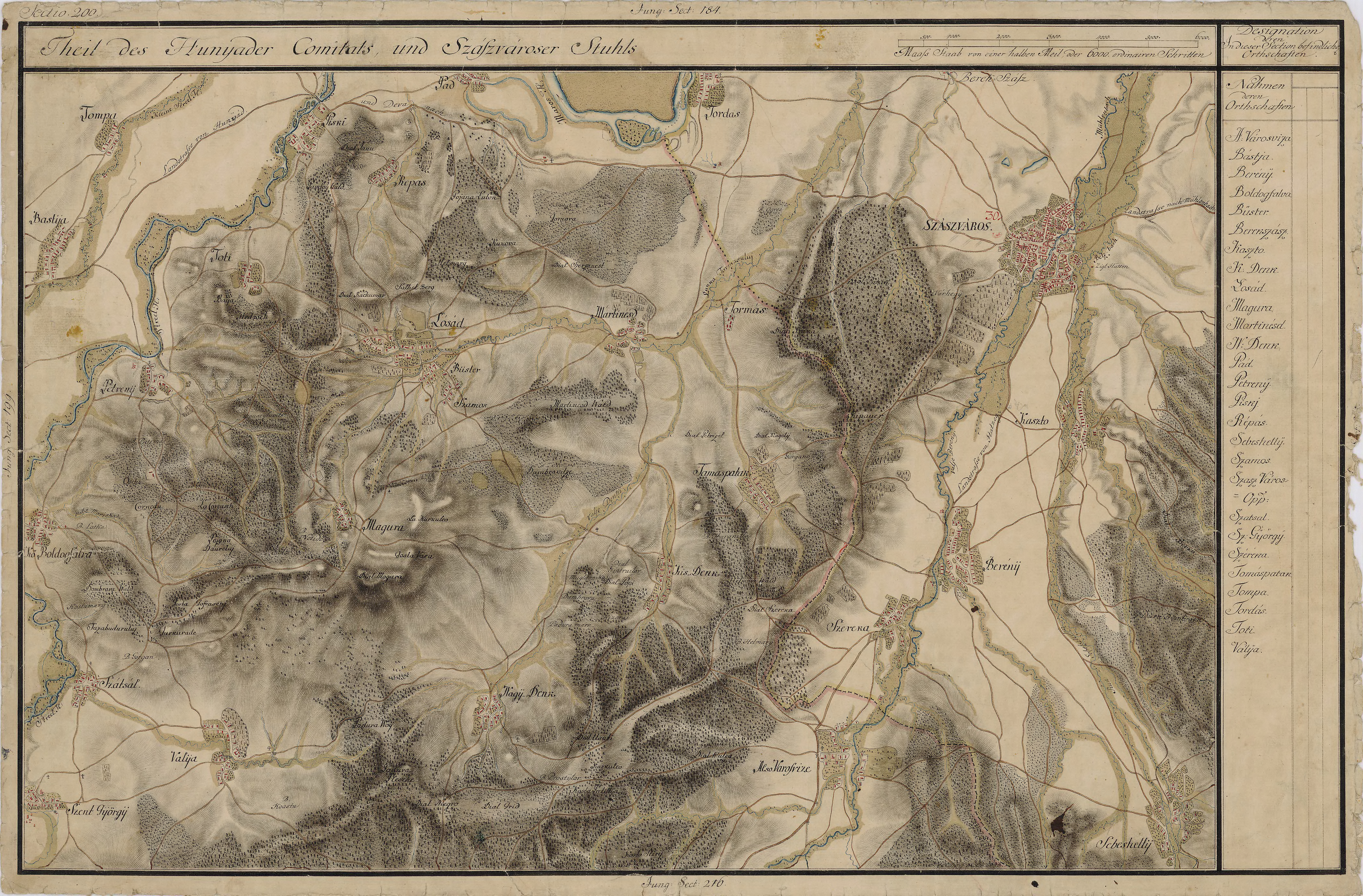
Căstău în Harta Iosefină a Transilvaniei, 1769-1773
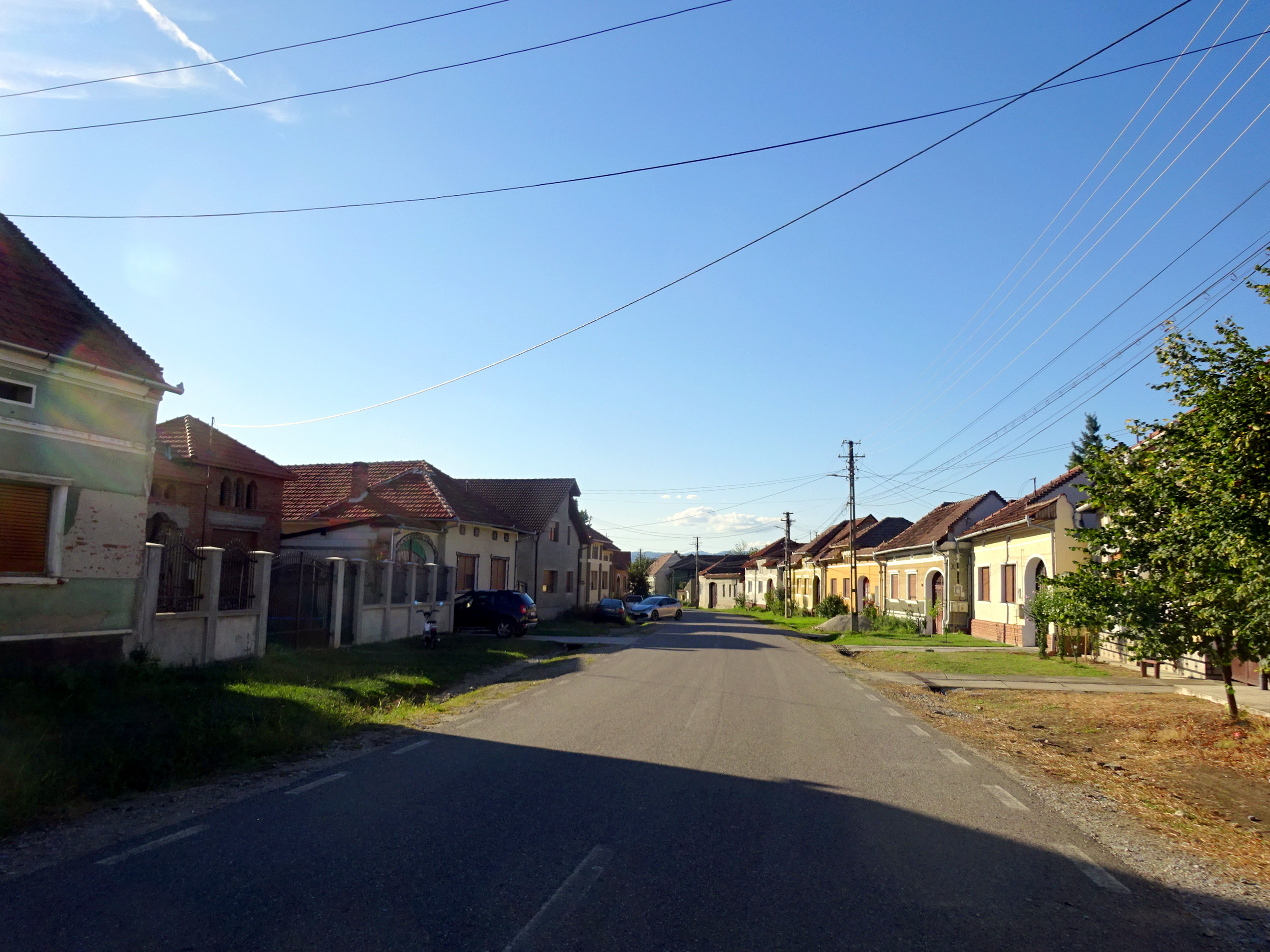
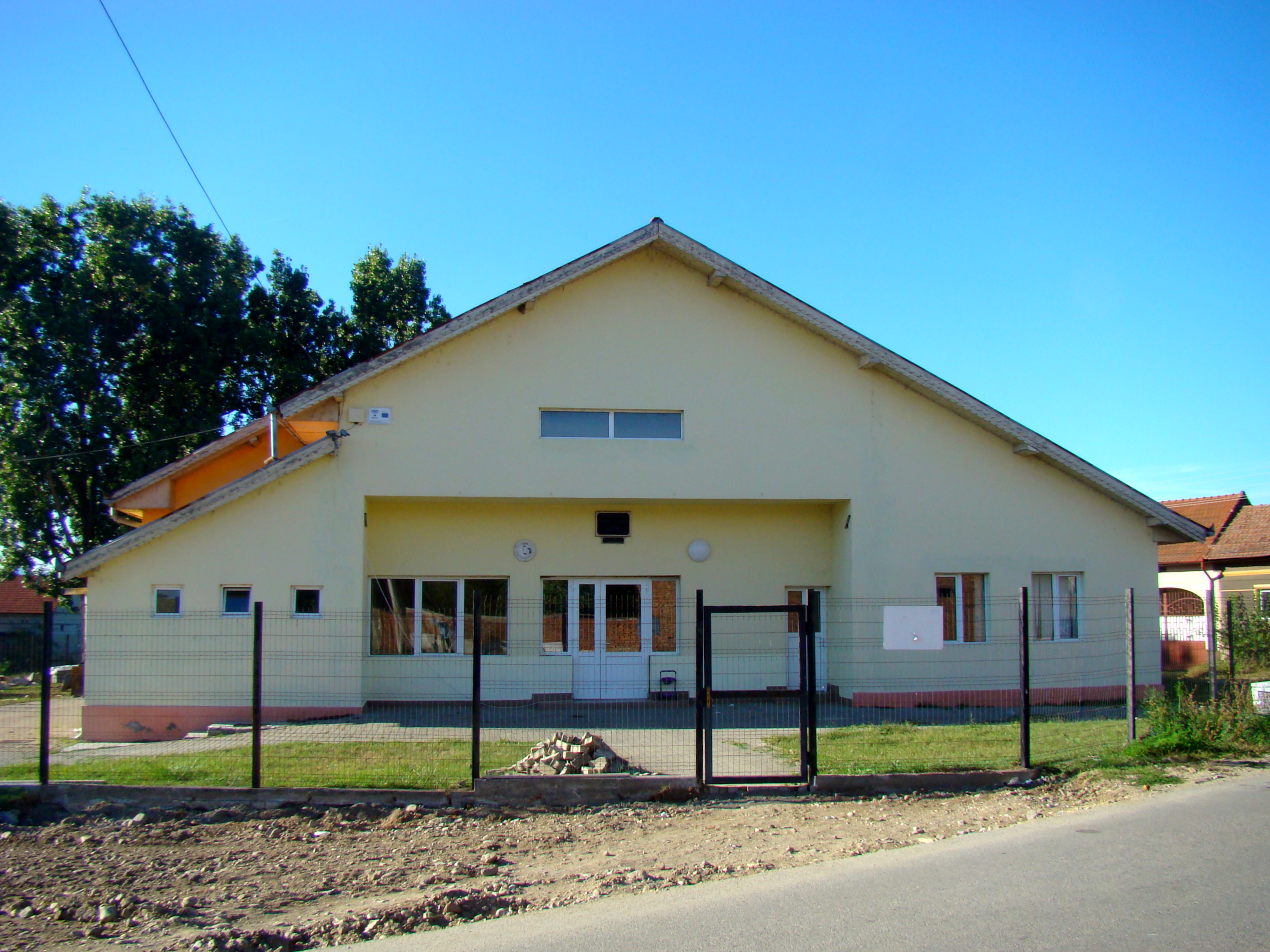
Căminul cultural
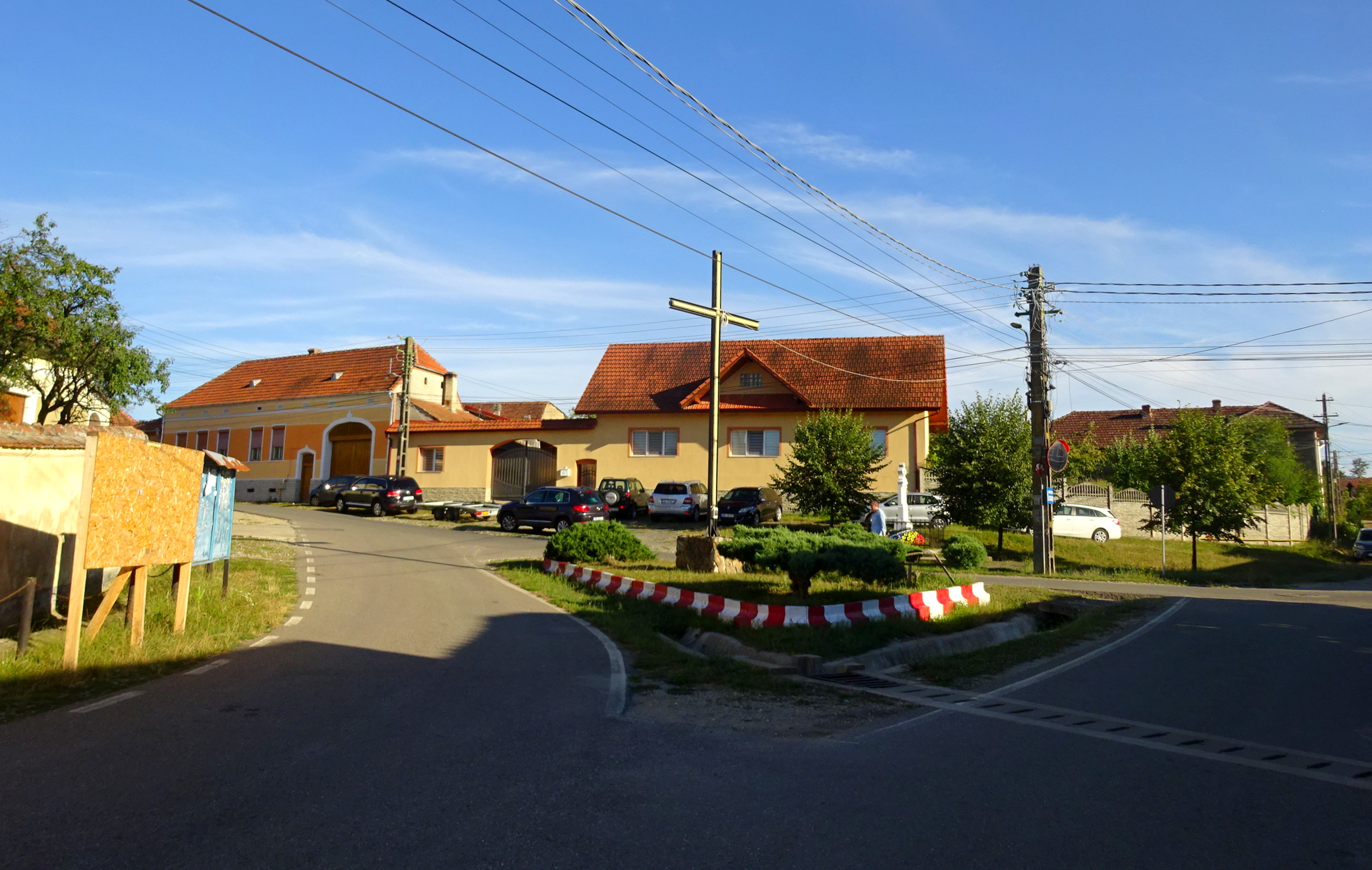
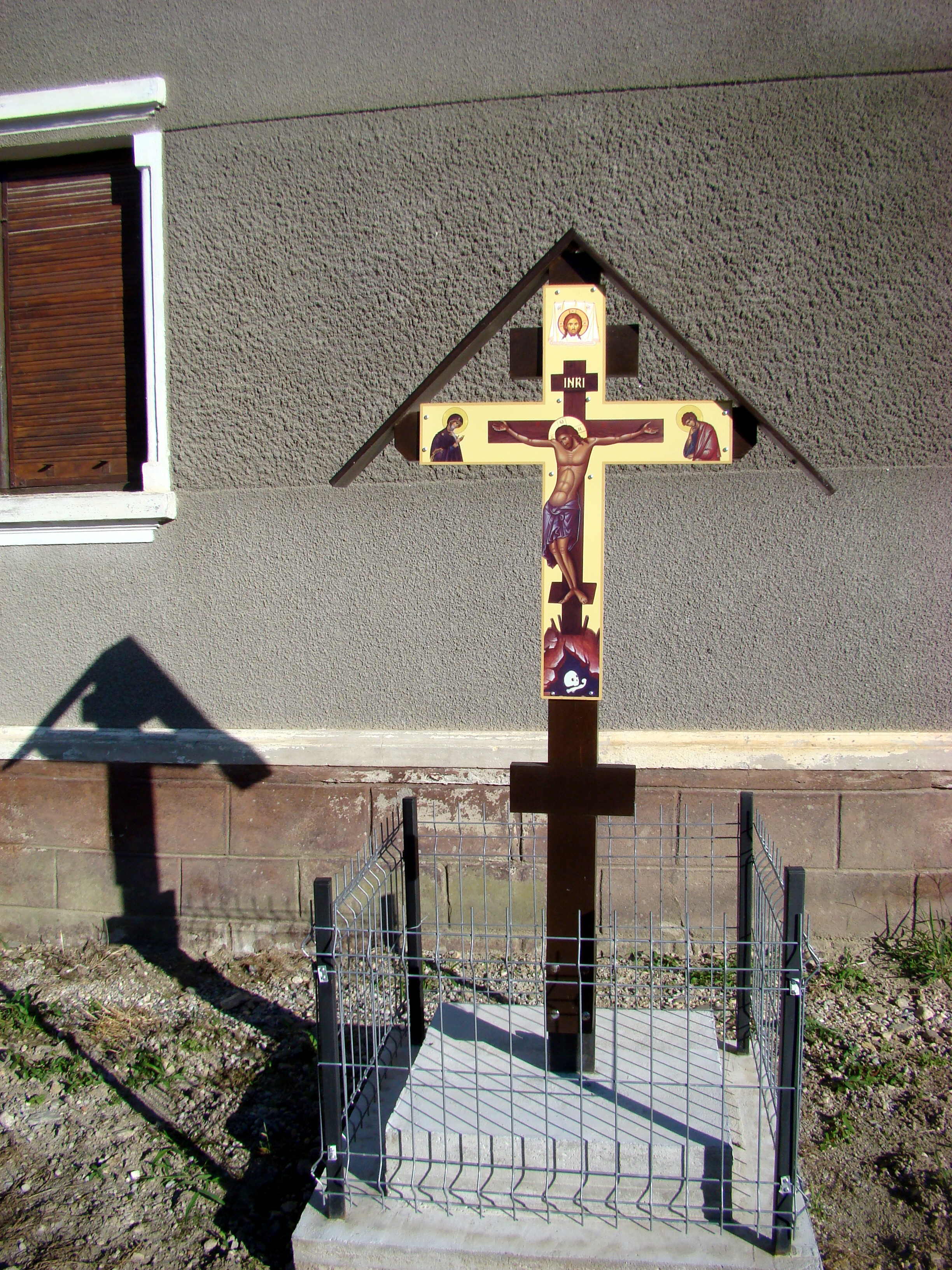
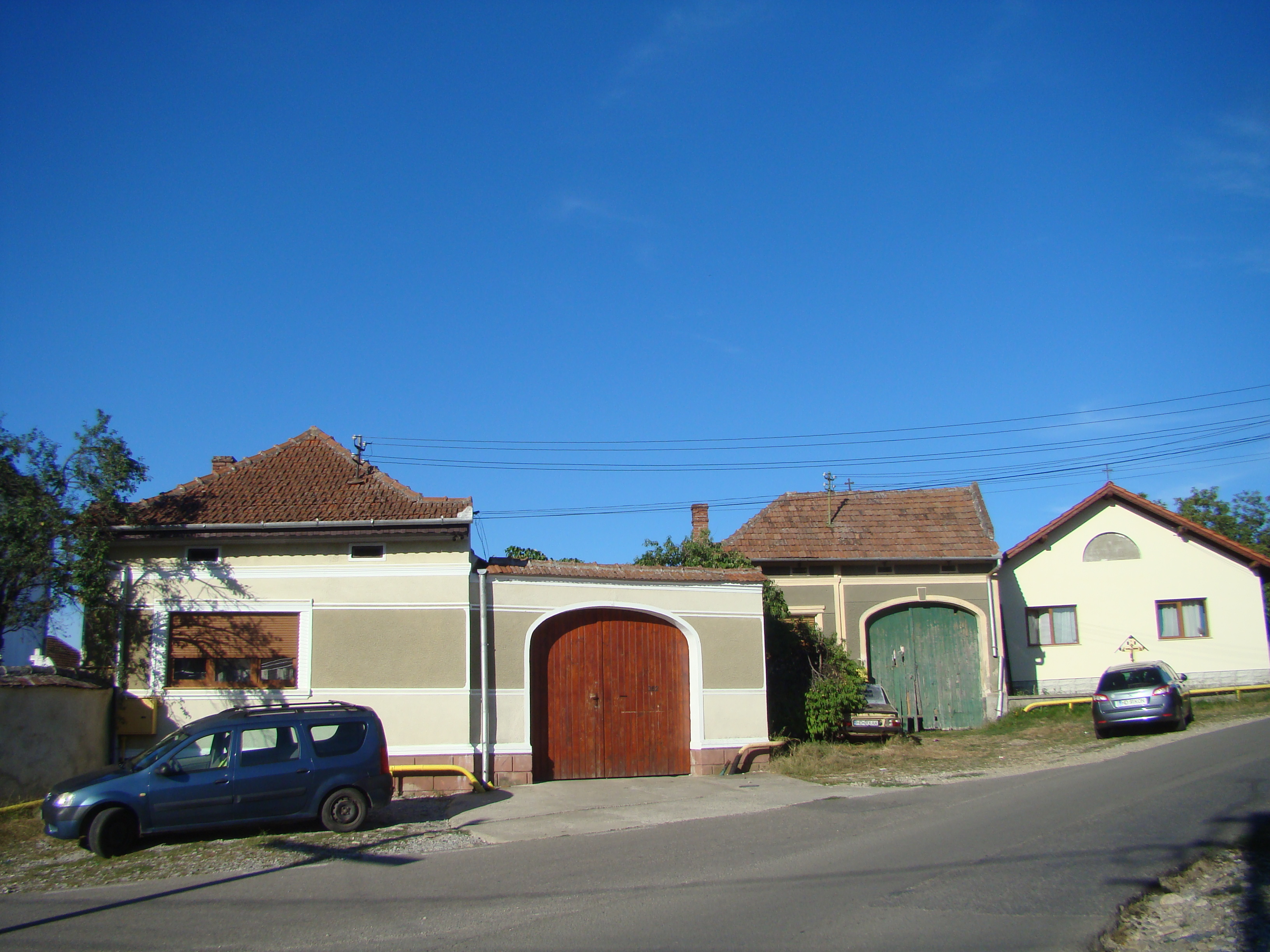
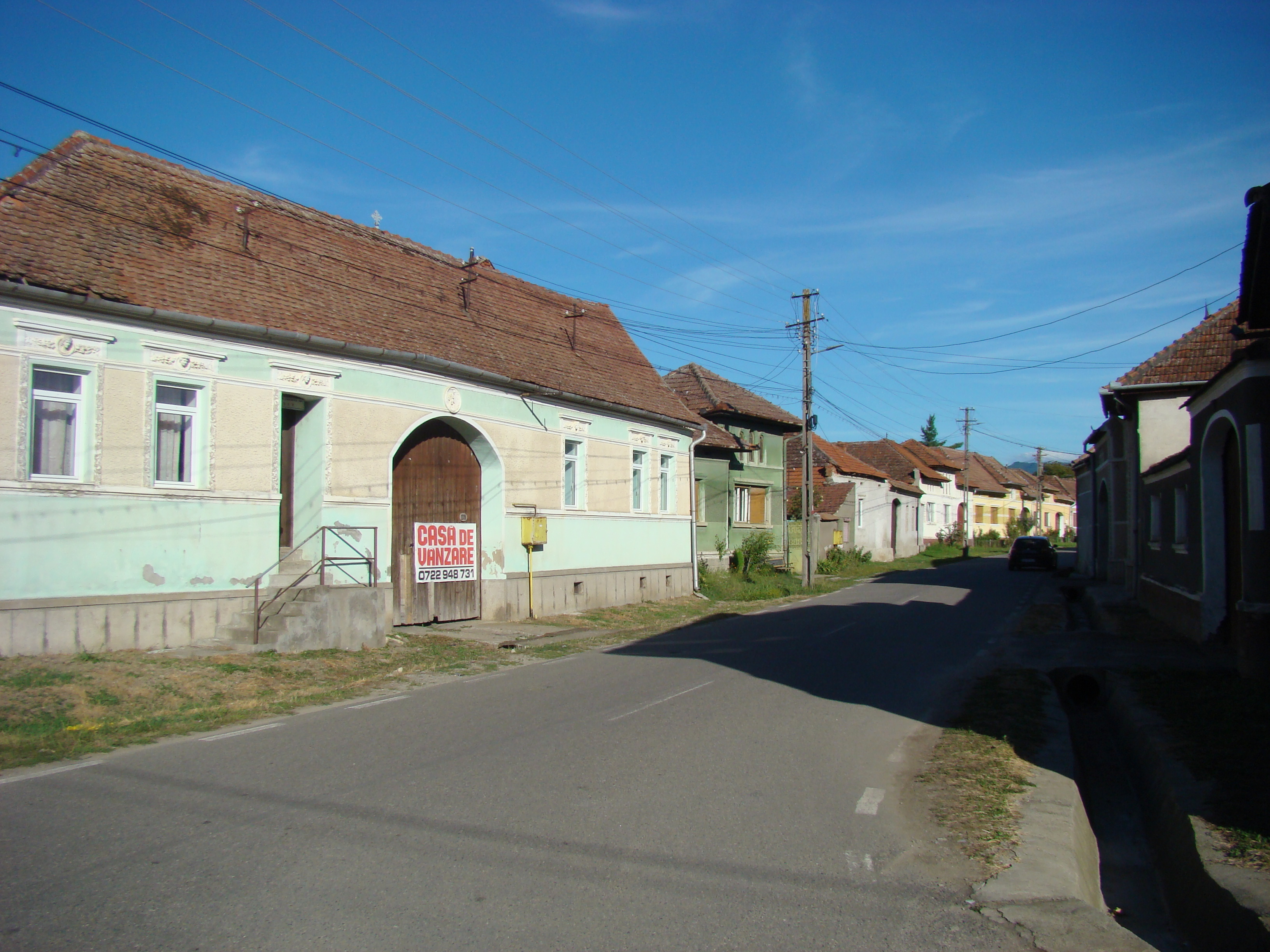
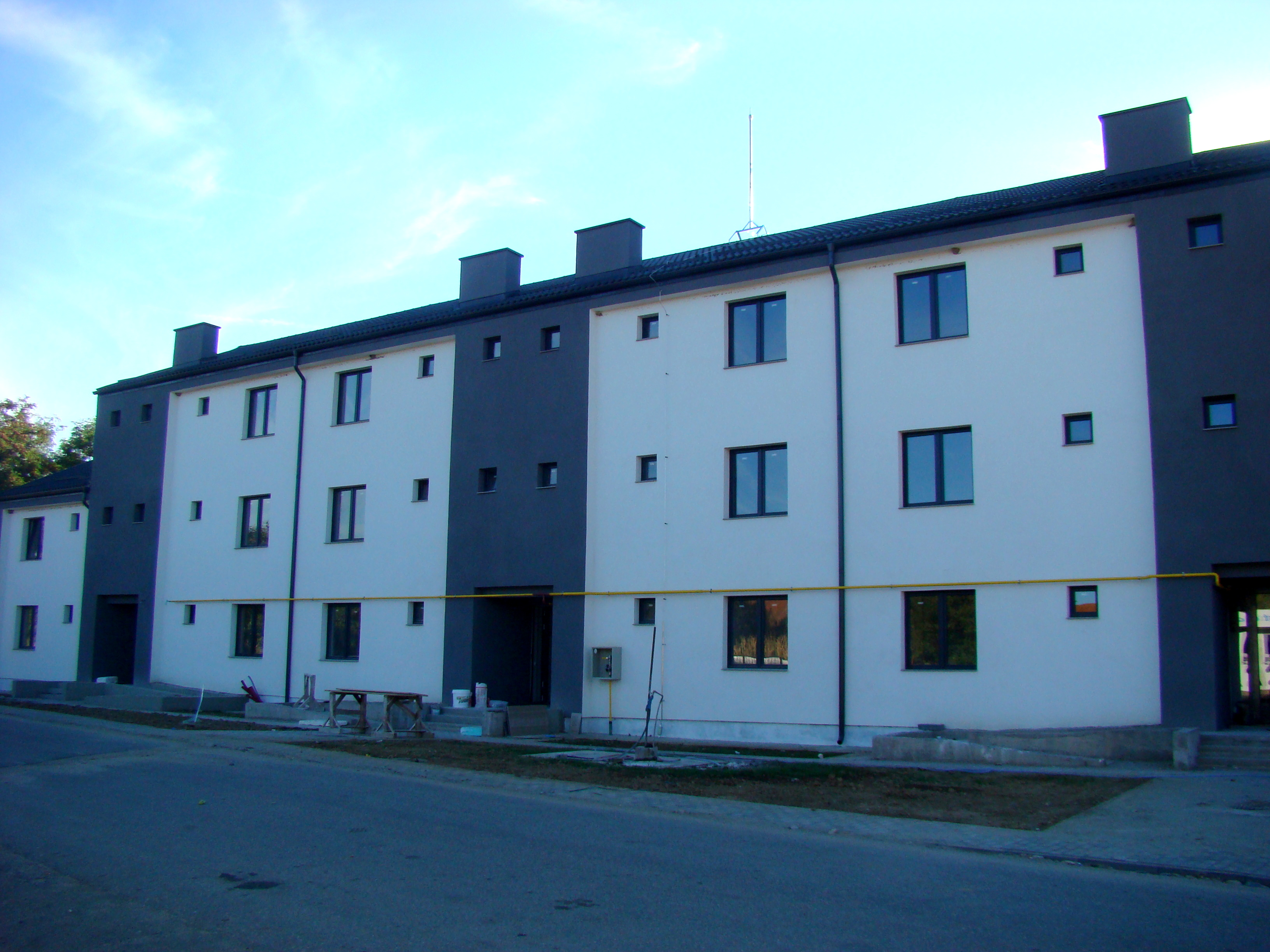
Blocul ANL
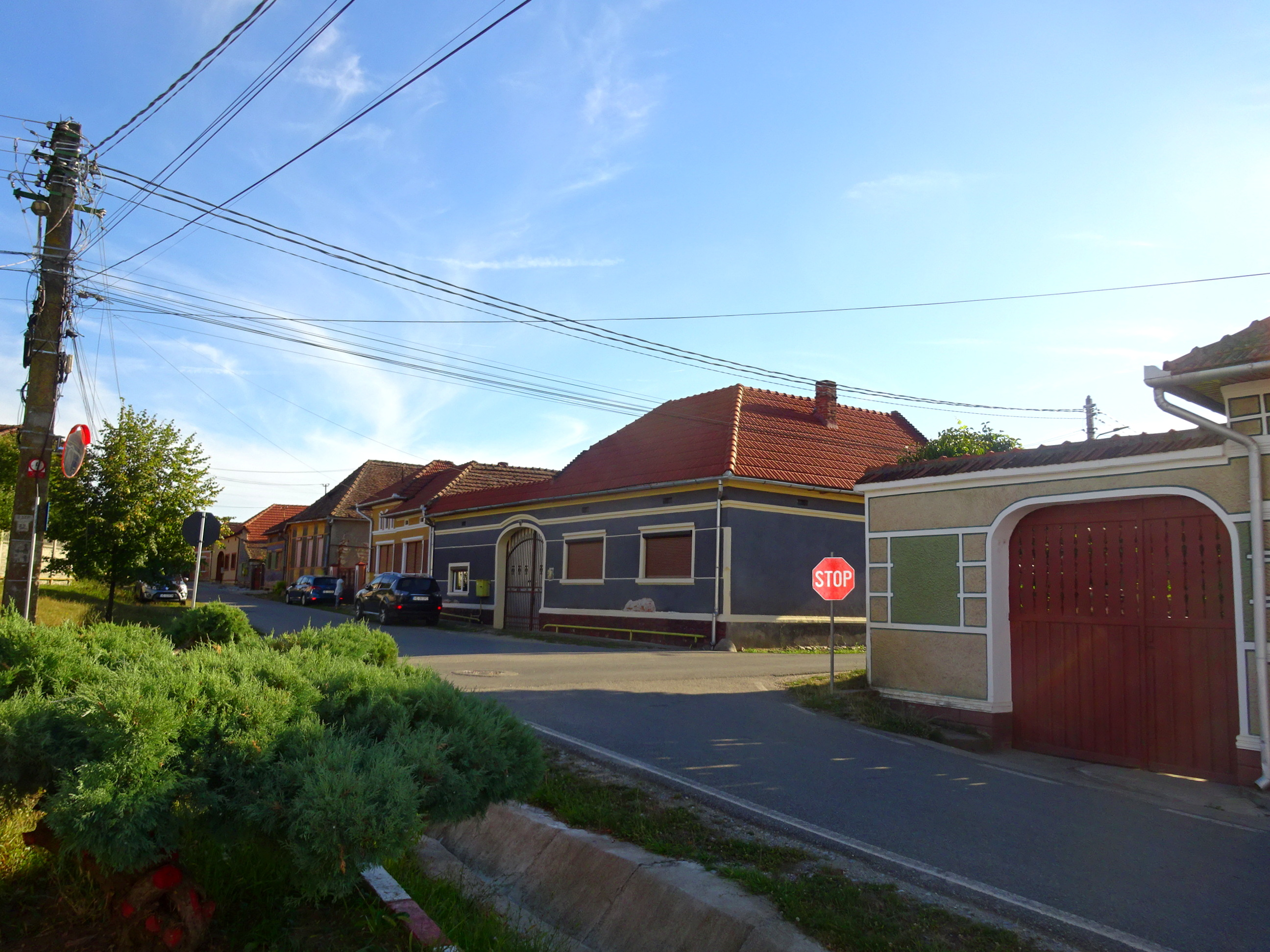
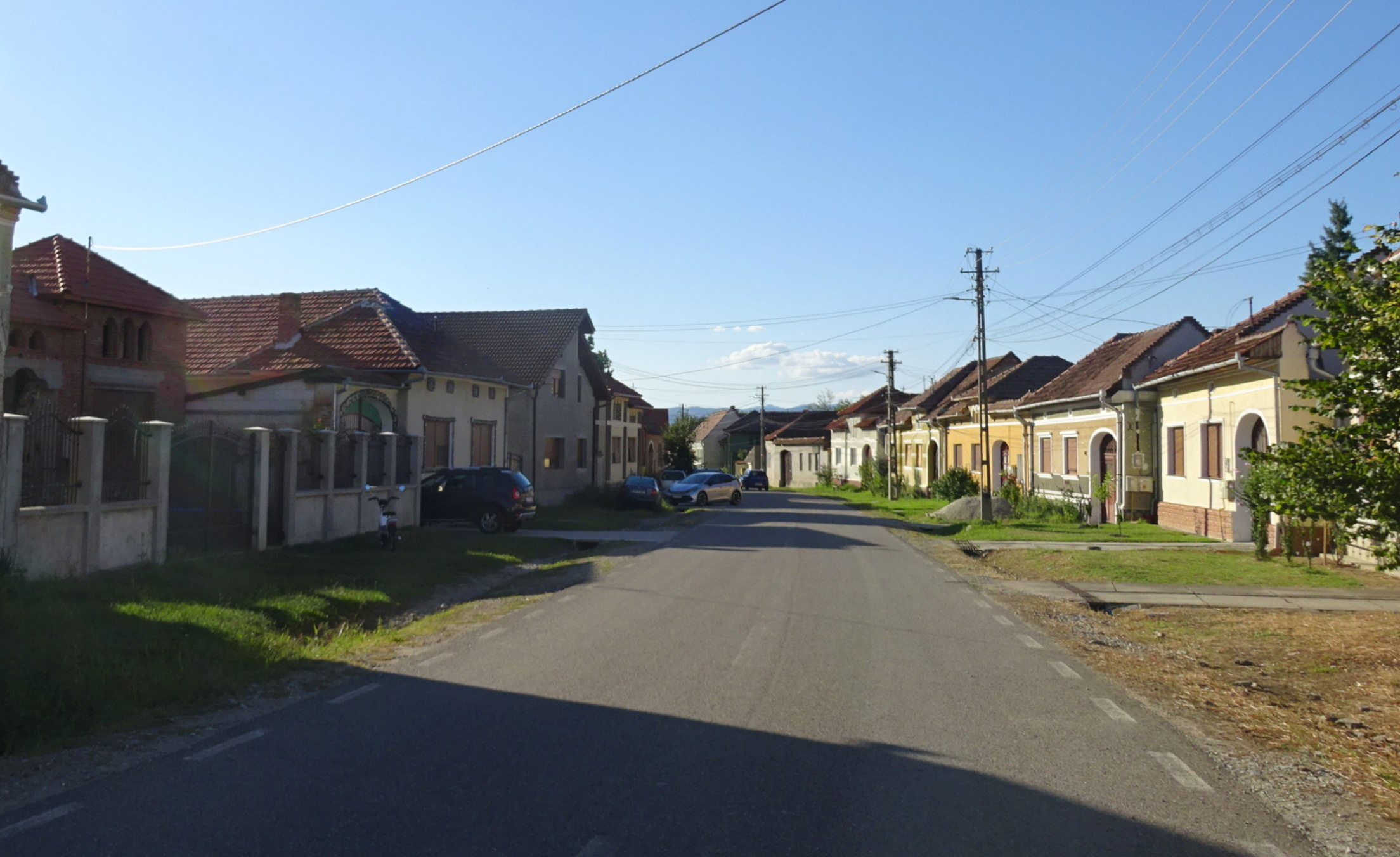
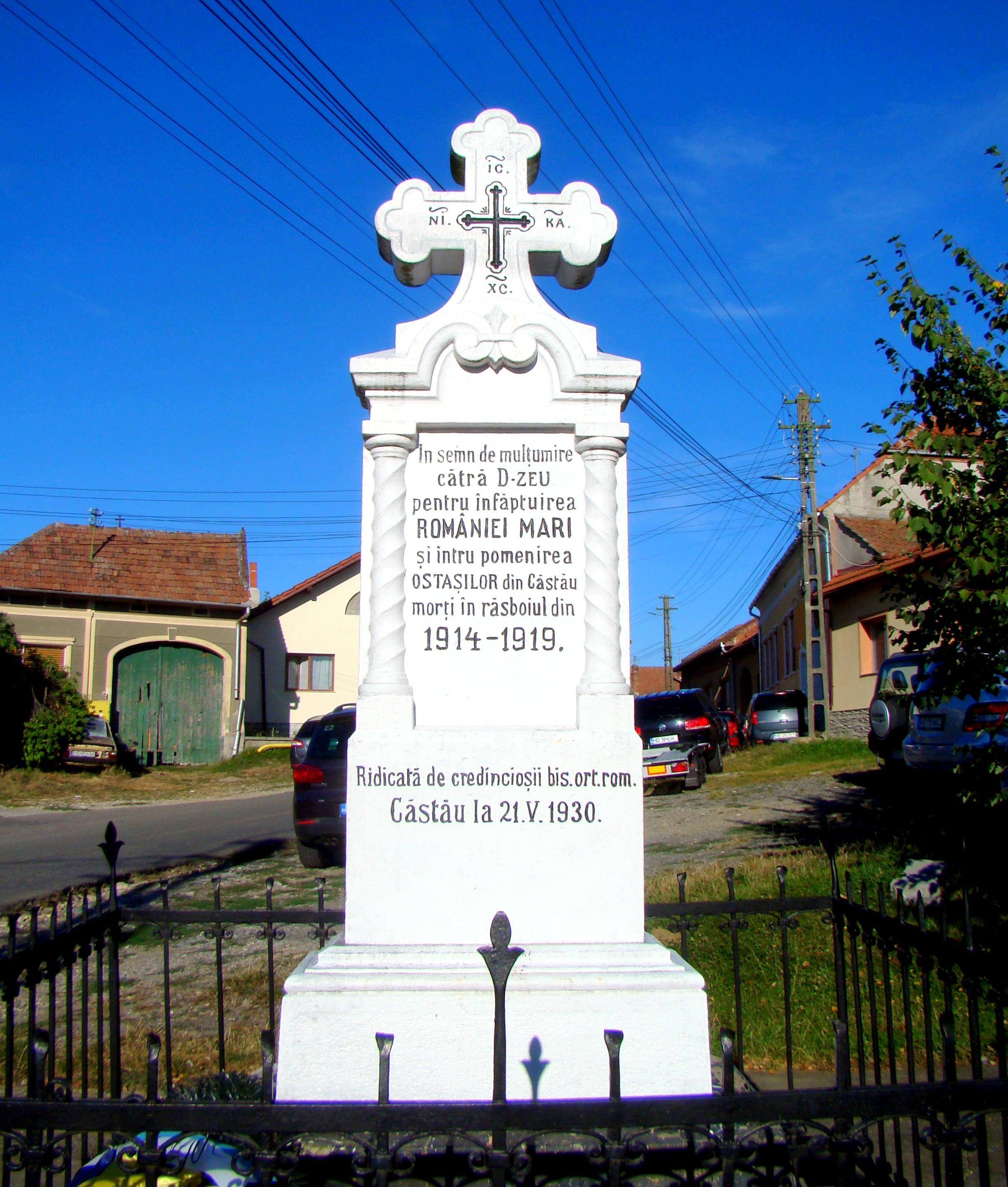
Monumentul eroilor din Căstău
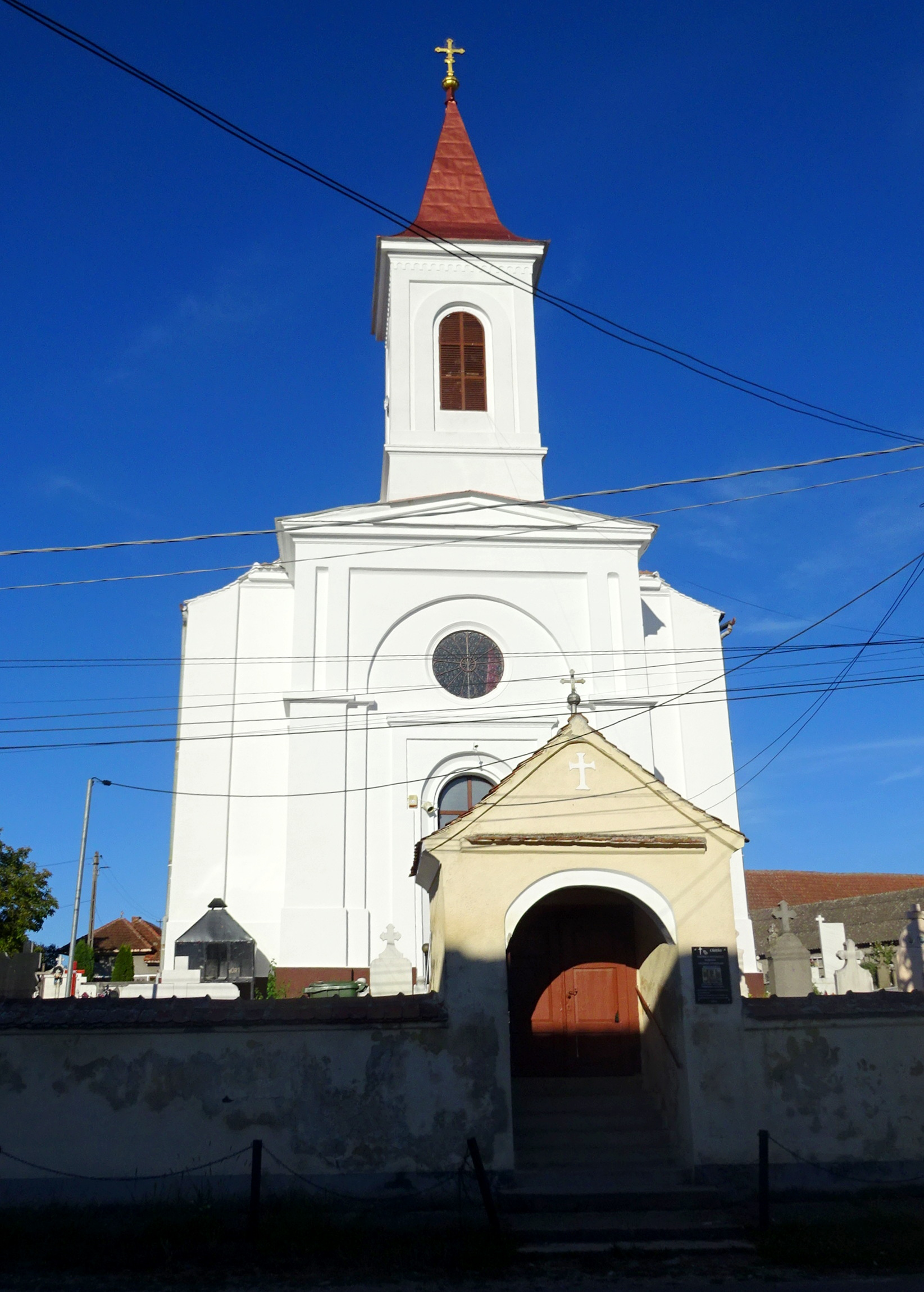
Biserica Sfinții Arhangheli din Căstău (1868-1874)
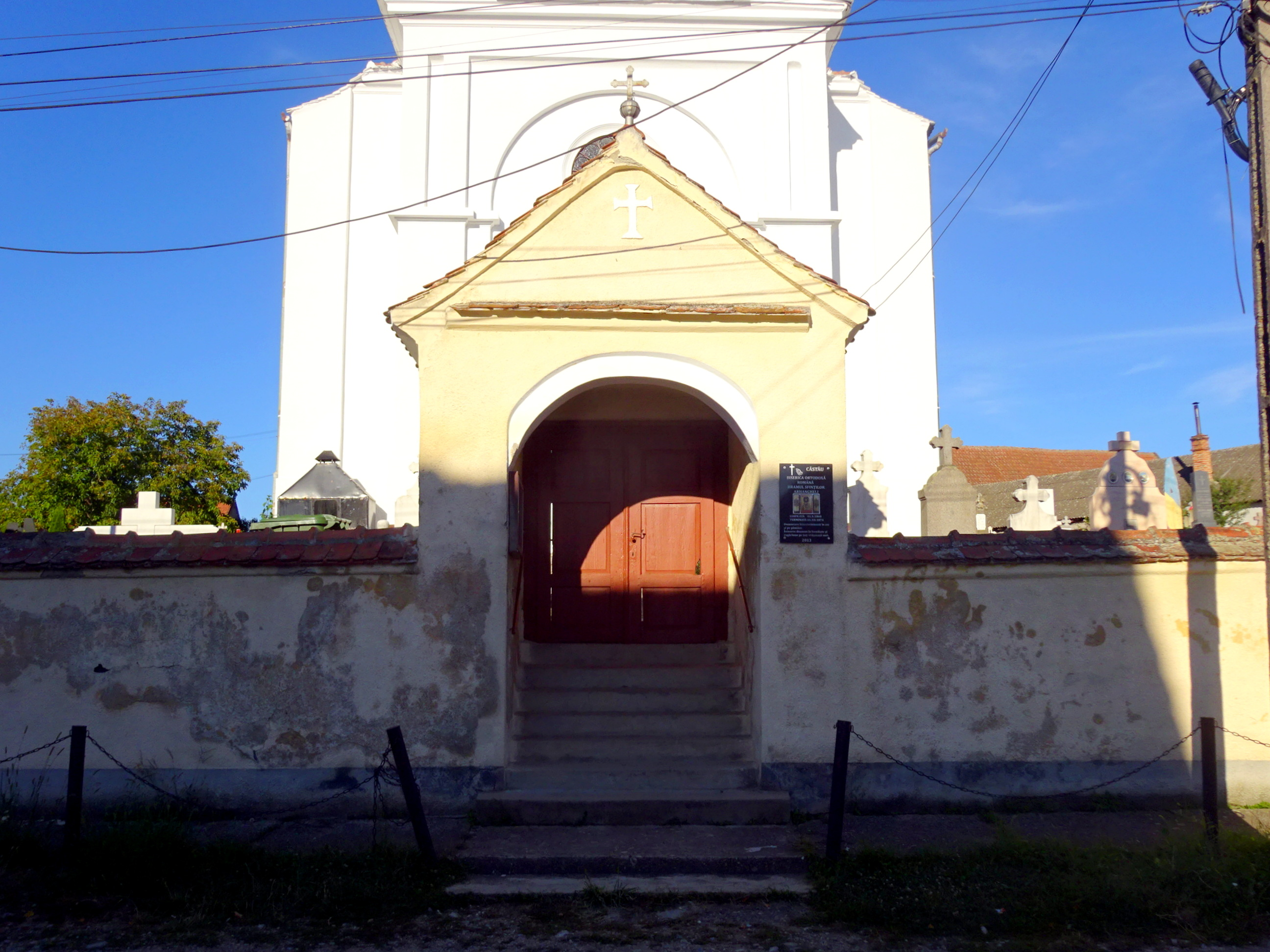
Biserica Sfinții Arhangheli din Căstău (1868-1874)
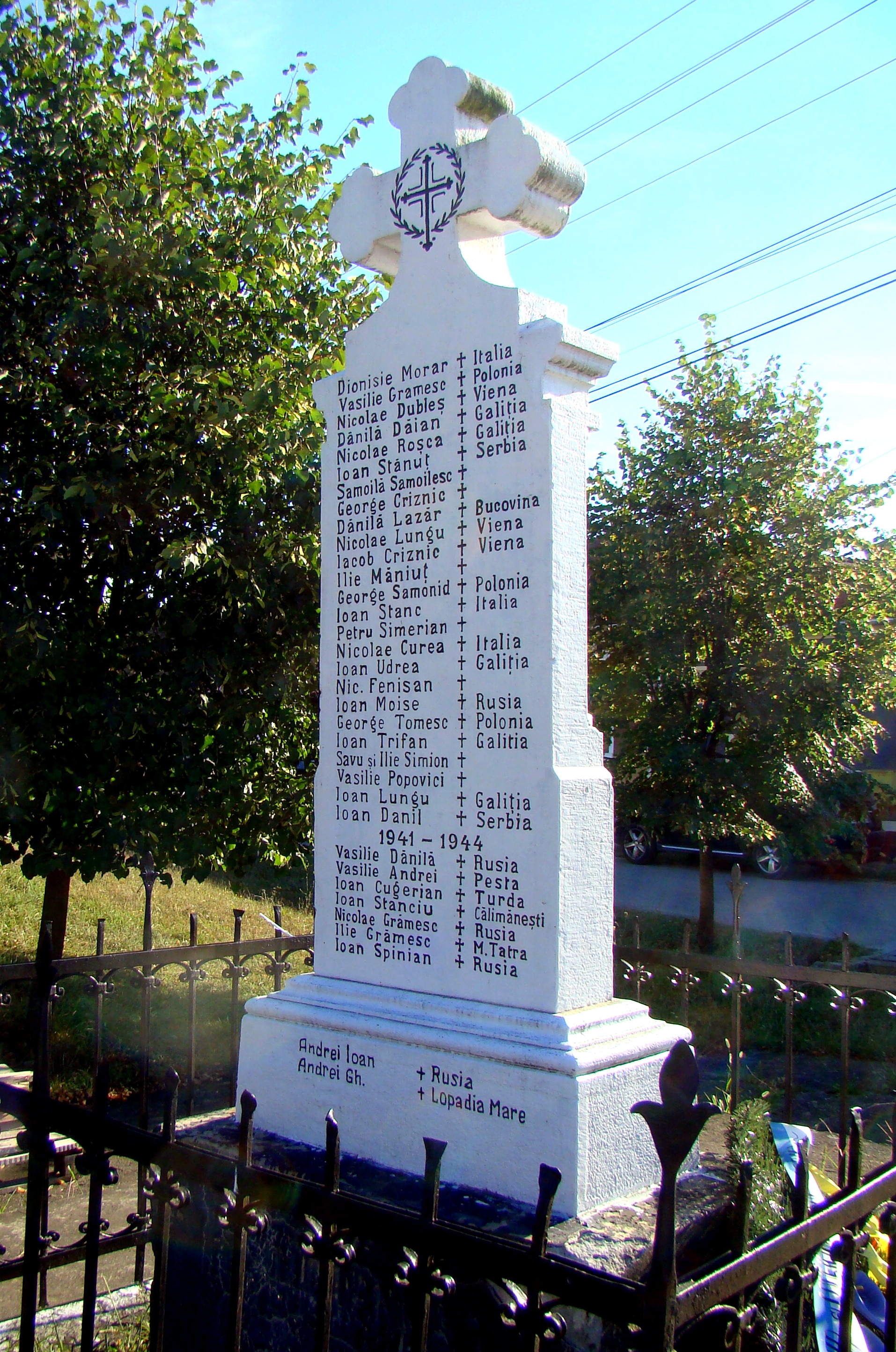
Monumentul eroilor din Căstău
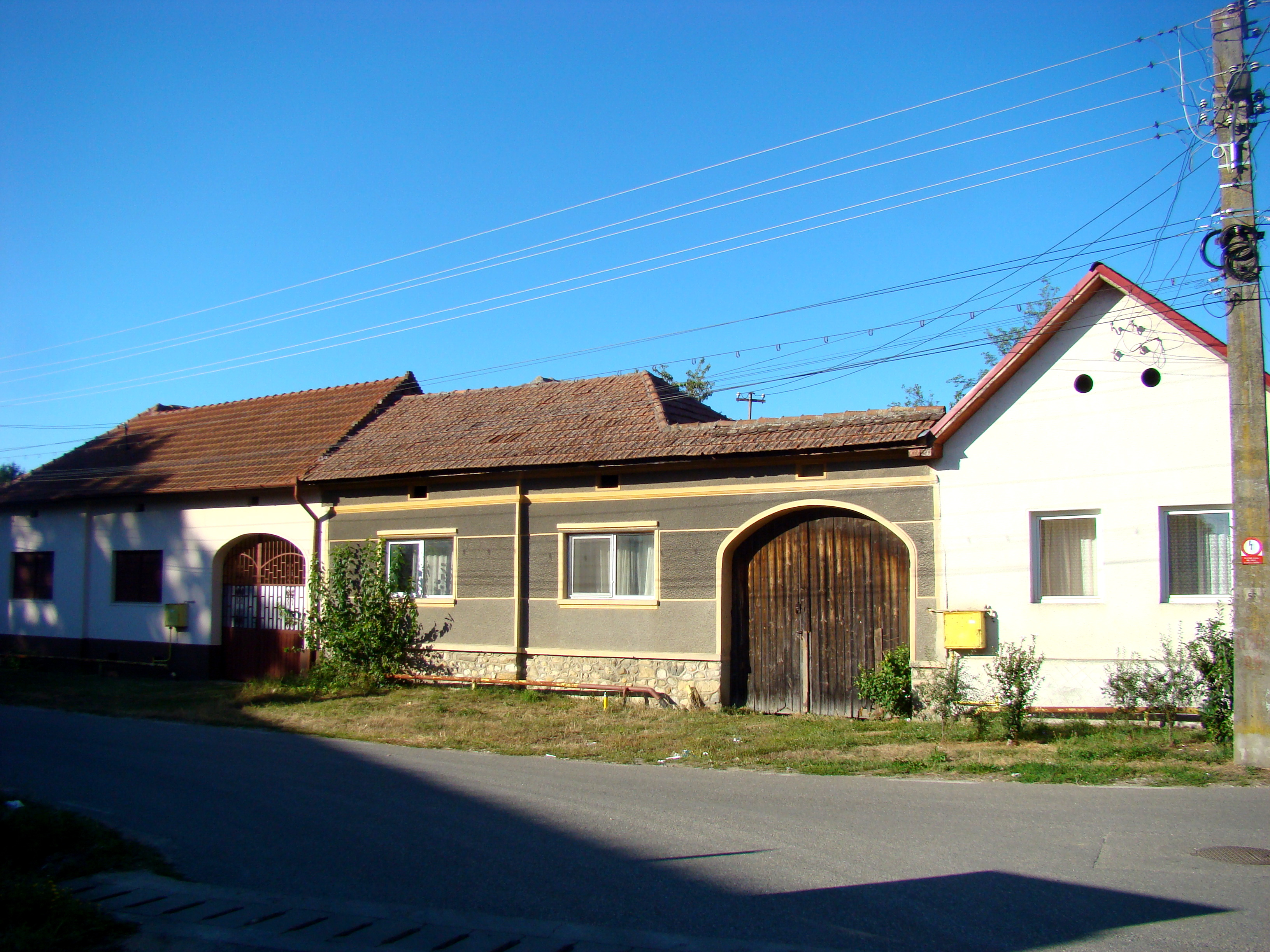
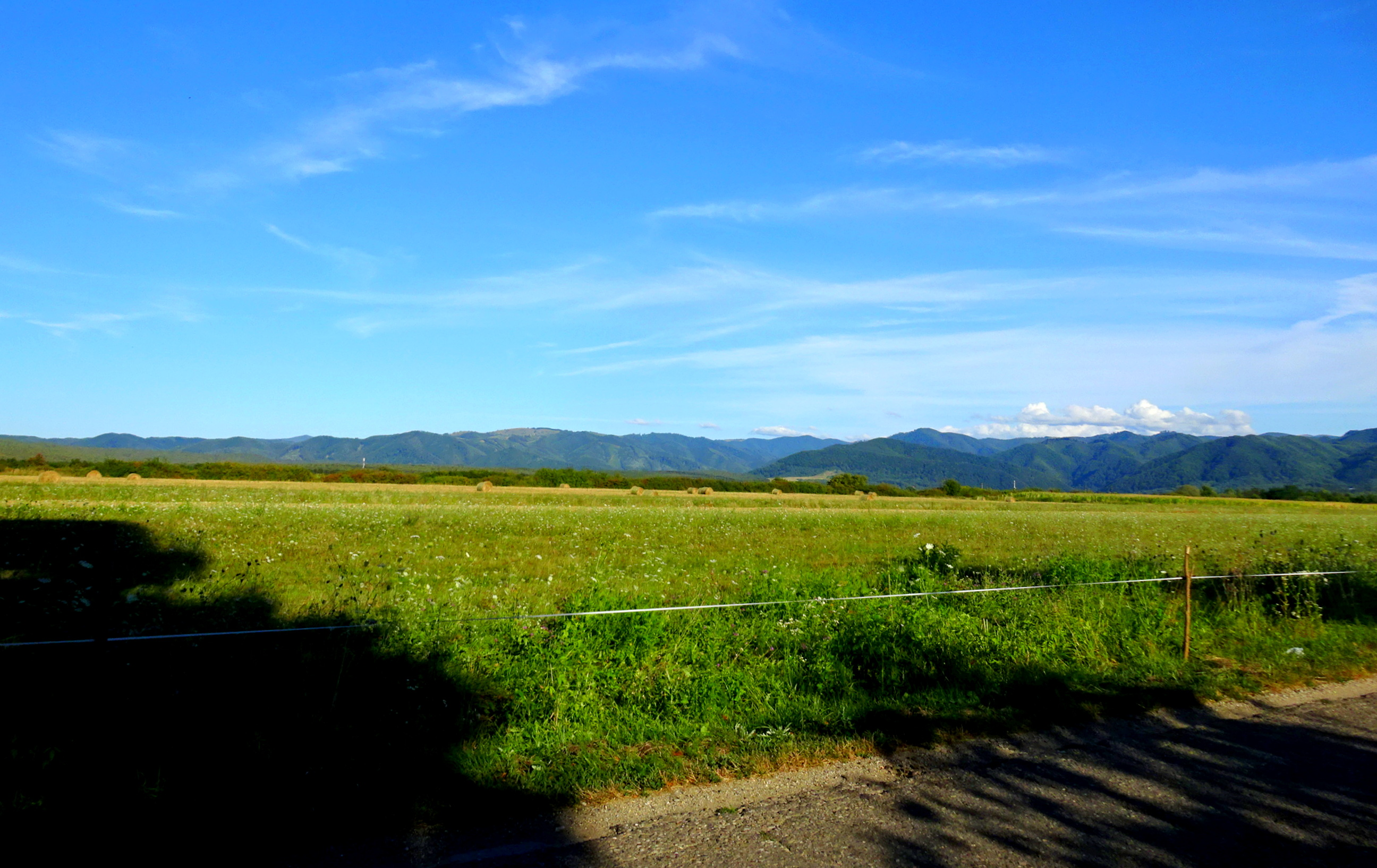
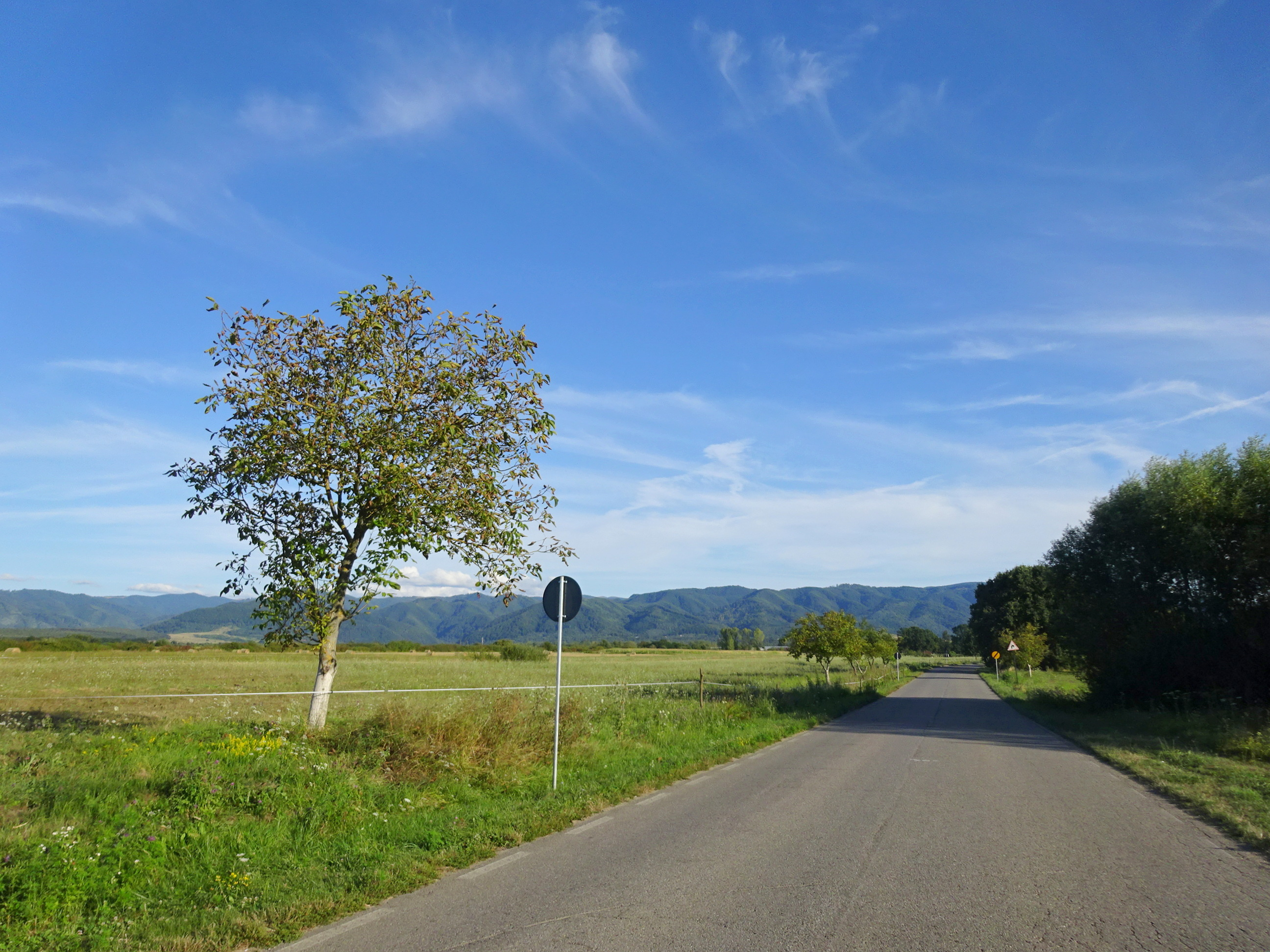
Drumul Căstău-Beriu